# Операција Зима ’94
Операција Зима 94 је назив војне операције хрватских снага у рату у Босни и Херцеговини. Трајала је од 29. новембра до 24. децембра 1994. године. Током 27 дана борби, хрватске снаге су заузеле доминантне висове на планини Динари и значајна упоришта у источном делу Ливањског поља, освојивши укупно око 200 км² али нису могли зауставити Опсаду Бихаћа

## Увод
Успешан противнапад ВРС у операцији Штит у новембру 1994. године, наговестио је пад града Бихаћа, снажног упоришта Бошњака Цазинске крајине. Хрватско вођство је стога нападом на Ливањско поље и планину Динару желело да ослаби продор ВРС. Тајни циљ хрватског вођства било је стварање повољне позиције за напад на Книн и Републику Српску Крајину. Хрватска војска, оружана сила Републике Хрватске, према сопственом казивању, илегално је ратовала и боравила у Босни и Херцеговини.
Због изразито стрмог рељефа и оштре зиме, Хрвати су груписали јаке снаге на малом простору. За напад су предвидели до 13.000 бораца, док је у самој борби, према неким проценама, учествовало око 7.000 војника. Током борби хрватске снаге су обилато користиле хеликоптере, како за превоз јединица и рањеника, тако и за пребацивање наоружања и опреме. План напада је предвиђао освајање доминантних кота Повируше – Троглав на планини Динари и потискивање ВРС на источној страни Ливањског поља правцем Челебић – Радановци – Богдаши. За напад на Динари било је задужено Сплитско Зборно подручје (као Оперативна група ”Сјевер”), док је за источни правац била задужена Оперативна група ”Ливно”.
У моменту почетка напада Хрватске војске на падинама Динаре, у рејону села Чапразлије бранио се један батаљон 9. граховске бригаде. Други батаљон, који је у то време био ангажован на бихаћком фронту, имао је рејон одбране на падинама планине Старетине у висини села Челебић. Бригада је у свом саставу имала и хаубичку батерију 105 мм и шест самоходних артиљеријских оруђа 76 мм, а имала је подршку корпусне артиљеријске групе (батерија топова 130 мм) са ватрених положаја у рејону села Црни Луг. Као помоћ снагама у одбрани Динаре и Ливањског поља, седам дана након почетка напада хрватских снага, са бихаћког фронта је упућена 3. петровачка лака пешадијска бригада и један батаљон из 1. дрварске лаке пешадијске бригаде. За затварање западних падина Старетине ангажоване су две чете Посебне јединице полиције РС. На правцу Ливно – Гламоч одбрану је изводила 5. гламочка лака пешадијска бригада, која је, уједно, затварала правац који са Купрешке висоравни изводи у Гламочко поље.
| Корпус   | Јединица                    | Напомена    |
| -------- | --------------------------- | ----------- |
| ЗП Сплит | 1. хрватски гардијски здруг |             |
| ЗП Сплит | 4. гардијска бригада        | само делови |
| ЗП Сплит | 5. гардијска бригада        | само делови |
| ЗП Сплит | 7. гардијска бригада        | само делови |
| ЗП Сплит | 114. бригада                | из Сплита   |
| ЗП Сплит | 6. домобранска пуковнија    | из Сплита   |
| ЗП Сплит | 126. домобранска пуковнија  | из Сиња     |
| ЗП Сплит | 14. артиљеријски дивизион   | из Шибеника |

| Корпус          | Јединица                        | Напомена              |
| --------------- | ------------------------------- | --------------------- |
| ЗП Томиславград | 1. гардијска бригада ХВО        | око Гламоча           |
| ЗП Томиславград | 22. диверзантски одред          | око Гламоча           |
| ЗП Томиславград | 80. домобранска пуковнија       | око Гламоча у резерви |
| ЗП Томиславград | Специјална полиција МУП-а ХР ХБ | око Гламоча           |

| Корпус      | Јединица                                  | Напомена                                             |
| ----------- | ----------------------------------------- | ---------------------------------------------------- |
| 2. крајишки | 5. гламочка бригада                       | око Гламоча                                          |
| 2. крајишки | 9. граховска бригада                      | на Динари и око Челебића                             |
| 2. крајишки | 3. петровачка бригада                     | на Динари, појачана батаљоном из 1. дрварске бригаде |
| 2. крајишки | Две чете Посебних јединица полиције (ПЈП) | део МУП-а РС, на Старетини                           |

## Ток операције
Дана 29. новембра 1994. године у ноћним сатима јединице 126. домобранске пуковније Хрватске војске су се неопажено убациле у борбени распоред иза прве линије одбране батаљона који се бранио у рејону Чапразлија. У јутарњим сатима отпочео је фронтални напад 4. гардијске бригаде којим је постигнуто потпуно изненађење. Батаљон из састава Граховске бригаде је разбијен и у нереду се повукао у дубину иза прве линије одбране. Наредних дана Хрватска војска на падинама Динаре ангажује снаге 4. и 7. гардијске бригаде, 114. бригаде и 126. домобранске пуковније, које у зимским условима овладавају првим висовима Динаре.
Трећа петровачка бригада и батаљон из састава 1. дрварске бригаде уведени су у борбу на североисточним падинама Динаре 7. децембра 1994. године. После увођења у борбу, батаљон из Дрварске бригаде је разбијен јаком пешадијско-минобацачком ватром на кршевитом терену у покушају да изврши противнапад и заузме повољнији тактички положај, и избачен је из борбе. Том приликом је тешко рањен командант батаљона, поручник Горан Матић, који је убрзо подлегао повредама. Петровачка бригада је организовала одбрану са предњим крајем на линији Велике пољанице – с. Доњи Казанци на североисточним падинама Динаре, и успела да привремено стабилизује одбрану и заустави продор непријатеља дуж падина Динаре. Хрватске снаге су, међутим, до 23. децембра освојили снажна упоришта ВРС на источној страни Ливањског поља (Челебиће и Богдаше). После одређених припрема и прегруписавања снага, хрватске снаге су 23. децембра извршиле следећи удар. Био је то пешадијски напад коме је претходила жестока тенковско-артиљеријска ватра у трајању од неколико сати, чиме су наредног дана потиснуте снаге Војске РС на северозападне ободе Ливањског поља, на линију Дабар – Црни бунари (Динара), затим северозападним ободом Ливањског поља (с. Црни Луг – с. Нуглашица), гребеном планине Старетине, и даље старом линијом фронта Гламочке бригаде.
Напад на Гламочку бригаду, на правцу Ливно – Гламоч, у то време су изводили 5. гардијска бригада Хрватске војске, Први хрватски гардијски здруг, 22. диверзантски одред и Специјална јединица МУП-а Хрватске Републике Херцег-Босне. Напад је текао значајно спорије и с мање успеха.

## Пратеће операције

### Операција Скок 1
Операција Скок 1 је осмишљена с циљем проширења избочине и омогућавања напредовања хрватским трупама према Босанском Грахову. До прољећа 1995. релативно мала помјерања линије контроле западно од Ливањског поља омогућила су ВРС и СВК да угрозе положаје ХВ на Динари и Старетини. Готовина је био забринут да је истурена тачка коју су успоставили ХВ и ХВО током операције Зима ’94 била премала и била подложна противнападима ВРС и СВК. Да би створили неопходне предуслове за предстојеће потискивање, елементи 4. гардијске бригаде ХВ и 126. домобранског пука напредовали су око 4 км према Динаре. 4. гаријска бригада је заузела стратешке врхове Преседла (1.831 м) и Јанково брдо (1.777 м) 14–18. марта; 126. домобрански пук је штитио бок, напредујући кроз погранично подручје Хрватске и БиХ која су раније била под контролом СВК.
Готовина је дефинисао неколико циљева операције Скок 1: заузимање повољнијих положаја, омогућавајући приступ положајима које је држала СВК у околини Кијева — гдје се налази стратешки планински пријевој и Цетине западно од Динаре — гдје су се налазили артиљеријски положаји СВК; обезбјеђење лијевог бока трупа на Динари; спрјечавање напада СВК из тог правца и враћање положаја изгубљених током зиме 1994–1995. Операција је планирана да омогући напредовање ХВ у два корака, сваки од по 4 км, у периоду од једног до два дана.
Операција Скок 1 је спроведена 7. априла 1995. године. 7. гардијска бригада ХВ је избавила 4. гардијску бригаду и напредовала око 5 км, потискујући одбрану ВРС дуж линије фронта широке 15 км и заузевши приближно 75 км² територије. Ова једнодневна операције помјерила је линију фронта — са које је 9. лака пјешадијска бригада ВРС повремено вршила нападе током претходна три мјесеца — на сјеверозапад, и ставила ХВ на дохват руке Уништа — једно од неколико пролаза преко Динаре. Постигнут је и секундарни циљ операције; избочина створена током операције Зима ’94 проширена је према Босанском Грахову и стабилизована. 126. домобрански пук је штитио лијеви бок напредовања 7. гардијске бригаде, упуштајући се у неколико окршаја.

### Операција Скок 2
Операција Скок 2 је била заједничка операција ХВ и ХВО првенствено усмјерена на заузимање главног планинског пријевоја из Ливањског поља на путу Ливно — Босанско Грахово и узвишје изнад Гламоча, како би хрватске трупе стекле боље положаје с којих могу даље напредовати на територију под контролом ВРС. Сматрало се да би напад такође могао приморати ВРС да повуче неке од својих јединица које су од маја нападале Орашки џеп. Готовина је планирао двостепено, двосмјерно напредовање ка главним циљевима и помоћни напад на територију под контролом СВК, југозападно од истуреног подручја. У првој фази операције, офанзивне снаге су имале задатак да заузму село Црни Луг и јужни дио пријевоја, док је у другој фази планирано заузимање планине Шатор (1.872 м) и гребена Црвена земља на сјеверу, блокирајући пут Босанско Грахово — Гламоч, тиме отежавајући снабдијевање Гламоча.
Хрватске трупе су на располагању имале око 5.000 војника, предвођене 4. гардијском бригадом и уз подршку 1. хрватске гардијске бригаде, 1. батаљона 1. гардијске бригаде и 3. батаљона 126. домобранског пука ХВ и 3. гардијске бригаде ХВО и специјалне полиције Хрватске Републике Херцег-Босне. Српске снаге су на располагању имале отприлике 3.000 војника у три лаке пјешадијске бригаде 2. крајишког корпуса ВРС и композитну борбену групу „Вијуга” СВК од 500 припадника, коју је окупио 7. сјевернодалматински корпус СВК. Борбена група „Вијуга” је била распоређена са елементима 1. лаке пјешадијске бригаде СВК на Динари у пограничном појасу. Јединице ВРС су чиниле 3. и 9. лака пјешадијска бригада на подручју Босанског Грахова и 5. лака пјешадијска бригада на подручју Гламоча. Појачања која су послата на то подручје након операције Зима ’94 разбијена су и коришћена за појачање бригада ВРС.
Операција Скок 2 је почела 4. јуна напредовањем 4. гардијске бригаде ХВ. Јединице ХВО су заузеле Црни Луг и планински пријевој на путу за Босанско Грахово, што је био главни циљ операције. Лијево крило, у пограничном подручју, штитили су 3. батаљон 126. домобранског пука и тактичко снајперска чета Сплитског корпуса ХВ. ВРС је извршила противнапад 6–7. јуна, покушавајући да потисне 4. гардијску бригаду. Потискивање није успјело, као и напори да се спријечи напредовање уз блиску ваздушну подршку и дејством ракета М-87 оркан. Друга фаза је почела 6. јуна (кад и противнапад ВРС). Први батаљон 1. гардијске бригаде уз подршку 264. извиђачко-диверзантске чете и елемената 1. хрватске гардијске бригаде ХВ напредовао је сјеверно од Ливна, заузимајући узвишицу код Гламоча и блокирајући пут Босанско Грахово — Гламоч до 10. јуна. Да би приковала трупе ВРС на десном крилу офанзиве, 2. гардијска бригада ХВО је напала положаје ВРС на планини Голији, југозападно од Гламоча.
Операције Скок 1 и 2 побољшале су положај хрватских снага источно и западно од Ливањског поља, а Босанско Грахово и Гламоч су дошли у домет артиљеријских удара. Напредовање је осигурало Ливањску долину, угрозило Гламоч и довело пут Босанско Грахово — Гламоч, долину Цетине и Врличко поље у домет хрватске артиљерије. Хрватске снаге су имале 4 погинула, 15 тешко рањених и 19 лакше повријеђених током операција Скок 1 и 2.

## Последице
Снаге Хрватске војске су се уклиниле дубоко дуж Ливањског поља тако да су створиле могућност за даље напредовање и опкољавање Гламоча и Грахова. Према појединим проценама, Главни штаб ВРС је намерно послао слабе снаге у одбрану Динаре како би наставио напад на Бихаћ.